# Albigowa
Albigowa ist eine Ortschaft mit einem Schulzenamt der Gemeinde Łańcut im Powiat Łańcucki der Woiwodschaft Karpatenvorland in Polen.

## Geographie
Der Ort liegt an der Grenze des Rzeszów-Vorgebirges (der südlichste Teil des Sandomirer Beckens) im Norden und des Dynów-Gebirges im Süden, am rechten Wisłok-Zufluss Sawa (auch Głuchówka genannt) etwa 5 Kilometer südlich von Łańcut und 15 Kilometer östlich von Rzeszów.
Nachbarorte sind Wysoka im Norden, Markowa im Osten, Handzlówka im Süden, Cierpisz im Westen sowie Kraczkowa im Nordwesten.

## Geschichte
Im späten 14. Jahrhundert entstand um die Stadt Łańcut eine geschlossene deutsche Sprachinsel (später Walddeutsche genannt, die bis zum 18. Jahrhundert polnischsprachig wurden), von etwa zehn Dörfern, darunter auch das Dorf Albigowa. Der Ort wurde im Jahr 1384 als Helwygeshow erstmals urkundlich erwähnt. Später erwähnt als Halbigshawe (1466), und Halbigeshaw (1482). Der deutsche Rodungsname (modern -hau) wurde mit der polnischen besitzanzeigenden Form -owa zum ersten Mal im Jahr 1437 (Elwigowa) ersetzt.
Im Jahre 1462 wurde eine römisch-katholische Kirche erwähnt.
Die Deutsche Sprache überdauerte in Albigowa, Markowa und Kraczkowa bis zum 17. Jahrhundert, alltäglich im Jahr 1601 benutzt, entlang der Polnischen Sprache im Jahr 1689. Einige Spuren blieben länger. Im Jahr 1792 wurde ein örtliches Bach Kifagrynt erwähnt, das noch in der zweiten Hälfte des 20. Jahrhunderts Gifarynt oder Cifagrynt genannt wurde.
Bei der Ersten Teilung Polens kam Albigowa 1772 zum neuen Königreich Galizien und Lodomerien des habsburgischen Kaiserreichs (ab 1804). Nach der Aufhebung der Patrimonialherrschaft mit Leibeigenschaft bildete es ab 1850 eine Gemeinde im Bezirk und Gerichtsbezirk Łańcut.
1918, nach dem Ende des Ersten Weltkriegs und dem Zusammenbruch der k.u.k. Monarchie, kam der Ort zu Polen. Unterbrochen wurde dies nur durch die Besetzung Polens durch die Wehrmacht im Zweiten Weltkrieg.
Von 1975 bis 1998 gehörte Albigowa zur Woiwodschaft Rzeszów.